# Oops!... I Did It Again World Tour
Oops!...I Did It Again World Tour je druga koncertna turneja ameriške pevke Britney Spears. S turnejo so promovirali njen drugi glasbeni album, Oops!... I Did It Again (2000) in v sklopu slednje so nastopali v Severni Ameriki, Evropi in Braziliji. To je bila prva turneja, v sklopu katere je Britney Spears nastopala zunaj Severne Amerike. Turnejo so oznanili februarja 2000, ko je Britney Spears še nastopala na koncertih v sklopu turneje ...Baby One More Time Tour. Oder je bil veliko bolj izpopolnjen kot na njenih prejšnjih turnejah in v ozadju je bil tudi ekran, na katerem so se med izvajanjem pesmi predvajali razni posnetki, v nastope pa so bili vključeni tudi pirotehnični izdelki in premikajoče se ploščadi. Na turneji je Britney Spears izvajala pesmi s svojih prvih dveh albumov, ...Baby One More Time in Oops!... I Did It Again. Showco je bilo podjetje, ki je uporabljalo sistem PRISM, s katerim so na vsakem koncertu prostor prilagodili sceni. Britney Spears je za petje uporabljala ročni mikrofon ter mikrofon, pritrjen na slušalke, s sistemom ADAT pa so nadomestili plesne točke. Vsa oprema je prihajala iz Združenih držav Amerike.
Koncert so sestavljale štiri točke, pred vsako točko pa so izvedli še predstavitev prihajajoče točke, končali pa so jo z zaključkom. Turneja se je pričela z Britney Spears, ujeto v gromozanski padajoči krogli. Večino pesmi so spremljale energične plesne točke, z izjemo pesmi v drugem delu koncerta, ko so v glavnem predvajali balade. Uvodi so vključevali tudi pirotehnična sredstva. Turneji Oops!...I Did It Again World Tour so glasbeni kritiki dodeljevali v glavnem pozitivne ocene, ki so hvalili odrsko energijo Britney Spears, pa tudi nastop spremljevalne glasbene skupine. Uživala je tudi v velikem komercialnem uspehu, saj je zaslužila 40,5 milijonov $ in tako postala ena izmed najuspešnejših turnej leta 2000. Turnejo Oops!...I Did It Again World Tour so predvajali tudi po različnih kanalih na svetu.

## Ozadje
22. februarja 2000 je Britney Spears oznanila, da bo pričela z novo poletno turnejo, v sklopu katere bo promovirala svoj drugi glasbeni album, Oops!... I Did It Again (2000). To je bila njena prva turneja, v sklopu katere je nastopala tudi na koncertih v Evropi. Britney Spears je povedala: »Odšla bom v Evropo in šest mesecev nastopala praktično vsepovsod, [...] Še nikoli nisem odšla na turnejo zunaj ZDA. Nikoli se nisem srečala z oboževalci iz drugih držav in nastopati pred njimi bo tako vznemerljivo.« Pred začetkom turneje je revija Forbes poročala, da podjetje SFX Entertainment, ki je koncerte promoviralo, Britney Spears garantiralo vsaj 200.000 $ plačila na koncert. Turnejo sta sponzorirala sponzorja turneje ...Baby One More Time Tour, podjetji Got Milk? in Polaroid Corporation, v sodelovanju z Clairolovo kolekcijo Herbal Essences. Britney Spears je posnela pesem, ki so jo kasneje imenovali »I've Got the Urge to Herbal« in so jo uporabili pri radijski kampanji, vendar Britney Spears nikoli ni posnela slik za kampanjo, saj se je odločila podpirati šestinosemdesetdnevni protest Screen Actors Guilda (SAG). Kasneje je podjetju donirala 1 $ vsake prodane vstopnice za koncert v Inglewoodu, Kalifornija.

## Razvoj
Za direktorja turneje so izbrali Jamieja Kinga. Tim Miller in Kevin Antunes sta služila za vodjo produkcije in vodjo glasbe. Mark Foffano je prevzel vlogo vodje osvetljevanja. Britney Spears je turnejo opisala kot »Broadwayjsko predstavo«. Seznam pesmi je sestavljalo gradivo z njenega prvega glasbenega albuma ...Baby One More Time (1999) ter sedem pesmi z albuma Oops!... I Did It Again. Britney Spears je razložila: »Tako dolgo sem pela eno in isto gradivo. Majhna sprememba bo dobrodošla.« Govorila je tudi o svojih pričakovanjih do turneje, pri čemer je povedala: »Komaj čakam. To bo svetovna turneja. Imela bom več plesalcev, večji oder, več piro... vse skupaj bo samo precej večje.« Oder je bil veliko bolj izpopolnjen kot oder na njeni prejšnji turneji, vključeval pa je tudi ekran v ozadju, na katerem so se med izvajanjem pesmi predvajali razni posnetki, premikajoče se plošče in različne rekvizite. Samo to, da so zgradili oder, je stalo 2,2 milijona $. Že na začetku koncerta so se na odru pokazale spremembe: med nastopom s pesmijo »Born to Make You Happy« je Britney Spears pela v otroški spalnici, v ozadju pa so bili postavljene otroške igrače, plesali pa so v slogu pretepa z blazinami. V nasprotju s tem nastopom so bila ozadja pri izvajanju pesmi »Don't Let Me Be the Last to Know«, »...Baby One More Time« in »Oops!... I Did It Again« nekoliko bolj kontroverzna.
Ozvočenje je urejalo podjetje Showco, natančneje Monty Lee Wilkes, ki je uporabljalo sistem PRISM, s katerim so oder vedno prilagodili višini in širini prizorišča. Monty Lee Wilkes je za ozvočenje uporabil kombinacijo Yamahinih konzul PM4000 in PM3000, kar je neobičajna kombinacija za turneje Britney Spears. Uporabil je tudi kompresor dbx 903 za ozvočenje tolkal. Kompresor je bil uporabljen tudi za ozvočenje mikrofona Britney Spears, poleg kombinacije kapsul Shure Beta 58A in Crown CM-311AE za nameščene slušalke. Vokali Britney Spears so bili večinoma vnaprej posneti in nesprogramirani, med nastopi pa so jih vrteli s pomočjo naprave ADAT, njen mikrofon za petje v živo pa so, ko so plesne točke postale preveč energične za dobro nadzorovanje glasu, zamenjali. Spremljevalna glasbena skupina Britney Spears, spremljevalni tehniki in vodja monitorja, Raza Sufi, so imeli med nastopom na ušesih slušalke, s katerimi so hitro in jasno komunicirali z nastopajočimi na odru. Britney Spears jih ni uporabljala, saj ji je bil bolj všeč zvok okolice, osmih baterij podjetja Showco SRM, razporejenih po odru. Te so spremljali še stranski dodatki Showco SS in par šestinštiridesetcentimetrskih zvočnikov na vsakem koncu odra. Raza Sufi je uporabil tudi napravo dbx 160A, ki je omejila glasnejše trenutke Britney Spears, spremljevalne vokale pa je urejal s pomočjo dveh dinamičnih izenačevalnikov BSS DPR901. Zaradi tega so bili spremljevalni vokali in tolkala glasnejši. S pomočjo tega so tudi ojačali celoten zvok.

## Koncert
Koncert se je pričel z video uvodom »Izkušnja Britney Spears«, kjer so na ekranu iz ozadja pokazali tri fotografije Britney Spears, s katerimi je občinstvo pozdravila na koncertu. Nato se je začela na oder spuščati velikanska kovinska krogla ter se nato razpolovila in iz nje je prilezla Britney Spears, oblečena v svetleče kavbojke in oranžno majico. Britney Spears je začela z bolj plesno usmerjenimi točkami, kot sta nastopa s pesmima »(You Drive Me) Crazy« in »Stronger«. Temu je sledila izvedba pesmi »What U See (Is What U Get)«, kjer je plesala na drogu. Akt se je končal z Britney Spears, ki se je pogovarjala z občinstvom in nato sedla na majhen stol ter s kitaristom Skipom izvedla pesem »From The Bottom of My Broken Heart«. Potem, ko je zapustila oder, se je na ekranu pričel predvajati posnetek s člani glasbene skupine *NSYNC, v katerem so se tekmovalci spoznali z igrami, v katerih so tekmovali za to, kdo bo spoznal Britney Spears. Nato se je pevka pojavila na odru, kjer se je spoznala z izbranim oboževalcem in nato občinstvu predstavila svojo spalnico. Oblečena v pižamo in copate, je izvedla pesem »Born to Make You Happy«, ki je bila vključena tudi v plesno točko na koncu. Nato je izvedla pesem »Lucky«, pri kateri je bila tema vojna. Nadaljevala je z nastopom s pesmijo »Sometimes«, kjer je bila oblečena v obleko, podobno tisti iz videospota za pesem. Na koncu je splezala na stopnice in izvedla pesem »Don't Let Me Be The Last To Know«, kjer je nosila dolgo belo obleko s perjem.
Predstavitev glasbene skupine je bila mešanica funk glasbe in progresivnega rocka in Britney Spears je po njej izvedla svojo verzijo pesmi Sonnyja & Cher, »The Beat Goes On«. Med nastopom so jo, oblečeno v kimono, ki je prekrival skoraj ves oder, dvignili v zrak. Nato je nastopila s pesmijo »Don't Go Knockin' On My Door« in svojo verzijo uspešnice glasbene skupine The Rolling Stones iz leta 1965, »(I Can't Get No) Satisfaction«, ki se je končala s plesno točko, ki so jo v izvirniku izvajali na originalno verzijo pesmi. Nato so izvedli plesno točko, kjer so individualni plesalci pokazali svoje gibe in na ekranu v ozadju so se pojavila njihova imena. Nato se je Britney Spears na odru pojavila v konzervativni šolski uniformi ter izvedla pesem »...Baby One More Time«. Obleko si je na polovici strgala in razkrila navijaški kostum. Britney Spears se je zahvalila svojemu občinstvu in zapustila oder. Kmalu zatem se je vrnila in izvedla pesem »Oops!...I Did It Again«. Nastop je vključeval veliko pirotehničnih učinkov in drugih posebnih učinkov. Koncert je končala tako, da je odšla v ognjeni tunel.

## Sprejem
Glasbeni kritiki so turneji dodelili v glavnem pozitivne ocene. Andrew Miller iz revije The Pitch je napisal, da je »[koncert] v Sandstoneu dokazal, da veliko kritik na račun [Britney Spears] neutemeljenih, saj prihajajo od ljudi, ki se še nikoli niso udeležili njenega koncerta. Glasba je prihajala od nadarjene glasbene skupine, ne iz radia, in tudi pesmi z veliko bas kitare, kot sta '... Baby One More Time' in 'The Beat Goes On' so izvajali v živo. Poleg tega so vokali Britney Spears resnični, saj je pela zelo nizko [...] komaj je zadela višje tone [...], kakorkoli že, višje tone so izpopolnili spremljevalni pevci, [...] ki so nastopili med najbolj napornimi plesnimi točkami.« Richard Leiby iz revije The Washington Post je verjel, da je turneja »odlična«. Dan Aquilante iz revije New York Post je dejal, da se je Britney Spears »zdela tako navdušena nad turnejo kot njeni oboževalci. Morda je malce kavbojska v stilu Mariah ali pa nastopa kot striptizeta, podobno kot Madonna [...] Britney Spears je bila cel čas v elementu in vodila svoj ples.« Letta Tayler iz revije Newsday je napisala: »Čez polovico koncerta je ostala stara Britney, naivna najstnica, ki sanjari o romanci. Čez preostalo turnejo pa je bila pomanjkljivo oblečena pop pevka z enkratnim glasom«.
Jon Pareles iz revije The New York Times je napisal: »Kaj dobiš od osemnajstletne pevke z velikim nasmehom, majhnim glaskom, trenutki iskrenosti, težkimi plesnimi točkami, brezsramnim oglaševanjem in odločenostjo, da bo igrala na obeh straneh?« Jim Farber iz revije Daily News je komentiral: »Začinjenim trenutkom najvkljub so deli koncerta Britney Spears trpeli zaradi poznavanja in veselja na vseh današnjih najstniških turnejah. Bleščice, eksplozije in obvezni leteči plesalci so bili udobno nameščeni na tematskem parku umetnosti.« Vstopnice so v Severni Ameriki stale 32 $. Poročali so, da so, če so prodali 15.841 vstopnic, zaslužili 507.786 $. Susanne Ault iz revije Billboard je poročal, da so vstopnice za večino koncertov razprodali že v prvem dnevu. Turneja je vsega skupaj zaslužila 40,5 milijonov $. Postala je deseta najbolje prodajana turneja v Severni Ameriki tistega leta in hkrati tudi druga najbolje prodajana turneja samostojnega glasbenica tistega leta, takoj za turnejo Twenty Four Seven Tour Tine Turner.

## Predvajanje na televiziji
30. novembra 2000 so koncert iz 20. septembra tistega leta v areni Louisiana Superdome v New Orleansu izšel na kanalu Fox. Koncert so predvajali pod imenom There's No Place Like Home. Koncert v londonski areni so posneli in predvajali na kanalu Sky1. Koncert v areni Rock In Rio so predvajali na kanalu DirecTV.

## Spremljevalni glasbeniki
- A*Teens (Severna Amerika) (izbrana prizorišča)[25]
- innosense (Severna Amerika) (izbrana prizorišča)[25]
- No Authority (Severna Amerika) (izbrana prizorišča)[14]
- 2ge+her (Severna Amerika) (izbrana prizorišča)[26]
- BBMak (Severna Amerika) (izbrana prizorišča)[27]

## Seznam pesmi
1. »Izkušnja Britney Spears« (video uvod)
2. »(You Drive Me) Crazy«
3. »Stronger«
4. »What U See (Is What U Get)«
5. »From the Bottom of My Broken Heart«
6. »Kaj bi naredili, da bi spoznali Britney?« (video uvod)
7. »Born to Make You Happy«
8. »Lucky«
9. »Sometimes«
10. »Don't Let Me Be The Last To Know«
11. »Spoznajte glasbeno skupino« (nastopajoči uvod)
12. »The Beat Goes On«
13. »Don't Go Knockin' On My Door«
14. »(I Can't Get No) Satisfaction«
15. »Spoznajte plesalce« (plesni uvod)
16. »...Baby One More Time«
17. »Izkušnja Britney Spears II« (video uvod)
18. »Oops!...I Did It Again«

Vir:

## Datumi koncertov
| Severna Amerika    |                  |                         |                                             |
| 20. junij 2000     | Columbia         | Združene države Amerike | Pavilijon Merriweather Post                 |
| 21. julij 2000     | Hartford         | Združene države Amerike | Glasbeni teater Meadows                     |
| 23. julij 2000     | Darien Center    | Združene države Amerike | Center Darien Lake Performing Arts          |
| 24. julij 2000     | Hershey          | Združene države Amerike | Zvezdni pavilijon na stadionu Hersheypark   |
| 25. julij 2000     | Scranton         | Združene države Amerike | Anfiteater Montage Mountain                 |
| 27. julij 2000     | Wantagh          | Združene države Amerike | Teater Jones Beach                          |
| 28. julij 2000     | Wantagh          | Združene države Amerike | Teater Jones Beach                          |
| 29. julij 2000     | Wantagh          | Združene države Amerike | Teater Jones Beach                          |
| 30. julij 2000     | Wantagh          | Združene države Amerike | Teater Jones Beach                          |
| 2. julij 2000      | Holmdel          | Združene države Amerike | Center P.N.C. Bank Arts                     |
| 3. julij 2000      | Holmdel          | Združene države Amerike | Center P.N.C. Bank Arts                     |
| 4. julij 2000      | Bristow          | Združene države Amerike | Nissanov pavilijon na Stone Ridgeu          |
| 5. julij 2000      | Camden           | Združene države Amerike | Center Blockbuster—Sony Music Entertainment |
| 7. julij 2000      | Tinley Park      | Združene države Amerike | Glasbeni teater New World                   |
| 8. julij 2000      | Milwaukee        | Združene države Amerike | Anfiteater Marcus                           |
| 9. julij 2000      | Clarkston        | Združene države Amerike | Glasbeni teater Pine Knob                   |
| 10. julij 2000     | Clarkston        | Združene države Amerike | Glasbeni teater Pine Knob                   |
| 16. julij 2000     | Maryland Heights | Združene države Amerike | Anfiteater Riverport                        |
| 17. julij 2000     | Bonner Springs   | Združene države Amerike | Anfiteater Sandstone                        |
| 19. julij 2000     | Dallas           | Združene države Amerike | Anfiteater Starplex                         |
| 20. julij 2000     | San Antonio      | Združene države Amerike | Alamodome                                   |
| 21. julij 2000     | The Woodlands    | Združene države Amerike | Pavilijon Cynthia Woods Mitchell            |
| 22. julij 2000     | The Woodlands    | Združene države Amerike | Pavilijon Cynthia Woods Mitchell            |
| 27. julij 2000     | Albuquerque      | Združene države Amerike | Anfiteater Mesa Del Sol                     |
| 28. julij 2000     | Phoenix          | Združene države Amerike | Pavilijon Desert Sky                        |
| 29. julij 2000     | Irvine           | Združene države Amerike | Anfiteater Verizon Wireless                 |
| 30. julij 2000     | Inglewood        | Združene države Amerike | Forum Great Western                         |
| 31. julij 2000     | Inglewood        | Združene države Amerike | Forum Great Western                         |
| 1. avgust 2000     | Concord          | Združene države Amerike | Pavilijon Chronicle                         |
| 3. avgust 2000     | San Diego        | Združene države Amerike | Športna arena San Diego                     |
| 4. avgust 2000     | Paradise         | Združene države Amerike | Arena MGM Grand Garden                      |
| 5. avgust 2000     | Devore           | Združene države Amerike | Pavilijon Glen Helen Blockbuster            |
| 6. avgust 2000     | Wheatland        | Združene države Amerike | Anfiteater Sacramento Valley                |
| 8. avgust 2000     | Mountain View    | Združene države Amerike | Anfiteater Shoreline                        |
| 10. avgust 2000    | Portland         | Združene države Amerike | Arena Rose Garden                           |
| 11. avgust 2000    | George           | Združene države Amerike | Anfiteater Gorge                            |
| 13. avgust 2000    | Vancouver        | Kanada                  | Arena General Motors                        |
| 14. avgust 2000    | Salt Lake City   | Združene države Amerike | Center Delta                                |
| 21. avgust 2000    | Burgettstown     | Združene države Amerike | Paviljon Post-Gazette                       |
| 22. avgust 2000    | Toronto          | Kanada                  | Anfiteater Molson                           |
| 23. avgust 2000    | Montreal         | Kanada                  | Center Molson                               |
| 24. avgust 2000    | Syracuse         | Združene države Amerike | Center State Fair Grandstand                |
| 25. avgust 2000    | Atlantic City    | Združene države Amerike | Arena Etess                                 |
| 28. avgust 2000    | Boston           | Združene države Amerike | Center Tweeter                              |
| 30. avgust 2000    | Saratoga         | Združene države Amerike | Center Saratoga Performing Arts             |
| 31. avgust 2000    | Cleveland        | Združene države Amerike | Arena Gund                                  |
| 1. september 2000  | Knoxville        | Združene države Amerike | Arena Thompson–Boling                       |
| 2. september 2000  | Noblesville      | Združene države Amerike | Deer Creek Music Center                     |
| 3. september 2000  | Columbus, Ohio   | Združene države Amerike | Anfiteater Polaris                          |
| 9. september 2000  | Orlando          | Združene države Amerike | Arena Orlando Centroplex                    |
| 10. september 2000 | West Palm Beach  | Združene države Amerike | Anfiteater Coral Sky                        |
| 12. september 2000 | Raleigh          | Združene države Amerike | Paviljon na Walnut Creeku                   |
| 13. september 2000 | Charlotte        | Združene države Amerike | Blockbuster Pavilion                        |
| 14. september 2000 | Virginia Beach   | Združene države Amerike | Anfiteater GTE—Virginia Beach               |
| 15. september 2000 | Burgettstown     | Združene države Amerike | Paviljon Post-Gazette                       |
| 16. september 2000 | Antioch          | Združene države Amerike | Prvi ameriški glasbeni center               |
| 18. september 2000 | Atlanta          | Združene države Amerike | Anfiteater Coca-Cola Lakewood               |
| 20. september 2000 | New Orleans      | Združene države Amerike | Louisiana Superdome                         |
| Evropa             |                  |                         |                                             |
| 8. oktober 2000    | Birmingham       | Anglija                 | Center National Exhibition                  |
| 10. oktober 2000   | London           | Anglija                 | Arena Wembley                               |
| 11. oktober 2000   | London           | Anglija                 | Arena Wembley                               |
| 12. oktober 2000   | London           | Anglija                 | Arena Wembley                               |
| 13. oktober 2000   | Manchester       | Anglija                 | Arena Manchester Evening News               |
| 14. oktober 2000   | Manchester       | Anglija                 | Arena Manchester Evening News               |
| 17. oktober 2000   | Bremen           | Nemčija                 | Stadthalle Bremen                           |
| 18. oktober 2000   | Gent             | Belgija                 | Flanders Expo N.V.                          |
| 19. oktober 2000   | Dortmund         | Nemčija                 | Westfalenhallen                             |
| 20. oktober 2000   | Stuttgart        | Nemčija                 | Hanns-Martin-Schleyer-Halle                 |
| 22. oktober 2000   | Barcelona        | Španija                 | Palau Sant Jordi                            |
| 24. oktober 2000   | Milano           | Italija                 | Forum Fila                                  |
| 25. oktober 2000   | Zürich           | Švica                   | Hallenstadion                               |
| 26. oktober 2000   | München          | Nemčija                 | Olympiahalle                                |
| 28. oktober 2000   | Kiel             | Nemčija                 | Arena Ostseehalle                           |
| 29. oktober 2000   | Berlin           | Nemčija                 | Velodrom                                    |
| 30. oktober 2000   | Hannover         | Nemčija                 | Arena Preussag                              |
| 1. november 2000   | Leipzig          | Nemčija                 | Leipzig Messehalle                          |
| 2. november 2000   | Frankfurt        | Nemčija                 | Festhalle                                   |
| 4. november 2000   | Arnhem           | Nizozemska              | GelreDome XS                                |
| 7. november 2000   | Göteborg         | Švedska                 | Arena Scandinavium                          |
| 9. november 2000   | Oslo             | Norveška                | Arena Oslo Spektrum                         |
| 9. november 2000   | Stockholm        | Švedska                 | Arena Stockholm Globe                       |
| 10. november 2000  | København        | Danska                  | Valby Hallen                                |
| 13. november 2000  | Köln             | Nemčija                 | Arena Kölnarena                             |
| 14. november 2000  | Pariz            | Francija                | Le Zénith de Paris                          |
| 15. november 2000  | London           | Anglija                 | Arena London Dockland                       |
| 16. november 2000  | London           | Anglija                 | Arena London Dockland                       |
| 18. november 2000  | Manchester       | Anglija                 | Arena Manchester Evening News               |
| 20. november 2000  | Birmingham       | Anglija                 | Arena NEC                                   |
| 21. november 2000  | Birmingham       | Anglija                 | Arena NEC                                   |
| Južna Amerika      |                  |                         |                                             |
| 18. januar 2001    | Rio de Janeiro   | Brazilija               | Stadion Rock In Rio                         |